# 境界層制御

F-104の後縁フラップにおける、境界層制御の模式図。
主エンジンの圧縮機から主翼内部の配管（C）を通って、後縁フラップ付け根部分の穴（A）からフラップ上面に沿って勢いよく噴出させた圧縮空気（D）は、主翼上面を伝ってきた空気（B）を巻き込むことで、急に迎え角がきつくなる後縁フラップにおいて境界層剥離を起こすのを予防する。

航空宇宙工学における 境界層制御（きょうかいそうせいぎょ、英: Boundary layer control、BLC）は、航空機の主翼の境界層を制御する複数の手法を意味する。層流境界層維持が目的時には、層流制御 (Laminar flow control,LFC) とも呼ばれる。
揚抗比を保ち高い迎角でも低速時の飛行特性を向上させる。同規模の機体に比べ境界層制御を備えた機体は短距離離着陸能力や高速巡航における飛行特性が大幅に向上する。
境界層制御を使用する航空機の例として日本の新明和PS-1・US-1・US-2飛行艇がある。これらの大型4発機は、境界層制御専用のエンジンで圧縮した空気を翼上面に吹き出して層流を作り出すことによって境界層剥離を防ぐ境界層制御を行なっており、高い短距離離着陸能力を備えている。
STOL実験機飛鳥でも試験された。